# Норма международного права
Но́рма междунаро́дного пра́ва — это общеобязательное правило деятельности и взаимоотношений государств или иных субъектов международного права в международных отношениях.
Нормы международного права составляют фундамент этой правовой системы, выступая элементарной единицей его внутреннего деления. Они устанавливают права и обязанности субъектов международного права, конструируя идеальную модель их взаимодействия. Тем самым нормы международного права привносят определённость, стабильность и предсказуемость в международные отношения.
Как и другие правовые нормы, международные нормы рассчитаны на неоднократное применение и могут выполняться добровольно или с помощью принуждения. Последний способ осуществления отличает нормы международного права от схожих с ними обыкновений — неформальных правил международного общения, лишённых свойства юридической обязательности, то есть не могущих быть исполненными в принудительном порядке. Особенностью международно-правовых норм является тот факт, что они устанавливаются самими субъектами международного права.

## Нормативность международного права
В контексте любого национального правопорядка трюизмом является различение юридически властных велений государства, обращённых к неопределённо широкому кругу субъектов и рассчитанных на многократное применение (норм права) с одной стороны, и частных обязательств участников конкретных правоотношений — с другой. Первые обладают свойством нормативности, вторые нет. Однако на международном уровне не существует законов как таковых, есть лишь обязательства субъектов международного права друг перед другом. Причиной тому — специфический способ образования международно-правовых норм, которые создаются самими субъектами на основе метода согласования воль. 
Данное обстоятельство несколько затушёвывает нормативный характер международного права. Некоторым авторам это дало основание предполагать отсутствие подобного свойства у международного права. Самым ярким представителем этого направления мысли считается профессор Йельского университета М. Макдугал, который считал, что международное право представляет собой систему подкреплённых принудительной силой властных решений государств как участников международных отношений в различных областях, требующих оперативного вмешательства. Названная позиция не обрела широкого академического признания на западе и категорически отвергалась отечественной доктриной.
Гораздо более популярной считается теория, согласно которой содержание норм международного права составляют международно-правовые обязательства — урегулированные международно-правовыми нормами отношения между субъектами международного права, в рамках которых одна сторона обязуется произвести в пользу другой стороны определённые действия или воздержаться от их совершения, а другая сторона получает право требовать от первой осуществления этих прав и обязанностей. Международно-правовые обязательства в зависимости от направленности воли субъектов, ответственных за их установление, могут быть ненормативными (индивидуальными) и нормативными. Первые имеют строго индивидуальную направленность и определяют права и обязанности участников конкретного международного отношения с заранее известным ограниченным кругом субъектов, тогда как вторые вводят устойчивые, многократно воспроизводимые, точные правила поведения. Как правило, обязательства первого типа устанавливаются для осуществления известного действия — передачи определённого имущества, выдачи отдельного преступника и т. п. и прекращаются вместе с их исполнением. То есть такие установления, будучи результатом согласования воль государств и даже получая отражение в текстах международных договоров, на деле не содержат типовых моделей поведения и к нормам права отношения не имеют. Впрочем, они тоже нередко включаются в состав международного права как его самостоятельный компонент — индивидуальные международно-правовые установки.
Обязательства второго типа, как это следует из их названия, устанавливают юридически обязательные правила поведения. Такие обязательства могут быть самыми разными: двусторонними или носить характер erga omnes (связывать субъекта перед всем международным сообществом); простыми (включающими одно право и корреспондирующую ему обязанность) или сложными (со множеством прав и обязанностей), но их сущность от этого не меняется. Они предусматривают необходимость совершения тех или иных действий (обязывание), либо воздержания от их совершения (запрет), либо же предоставляют возможность самостоятельно выбрать предпочтительный вариант поведения (дозволение). Такие предписания не являются единичными, они не привязываются к конкретному международному отношению, после их выполнения они не утрачивают силу автоматически и могут быть применены повторно и т. д. Иными словами, они обеспечивают нормативно-правовое регулирование международных отношений известного вида.

## Особенности
Международно-правовые нормы отличаются от норм внутригосударственных. Основными их особенностями являются:
- Предметом регулирования являются межгосударственные и иные международные отношения.
- Международно-правовые нормы создаются в результате согласования позиций и интересов государств (метод «согласования воли»). Достижение подобного согласования нередко связано с компромиссом, соразмерными уступками государств друг другу по определенным вопросам[12].
- Формой закрепления норм международного права являются не властные предписания (закон), а источники, соответствующие согласительному характеру содержания правил поведения (договор, обычай, акты международных конференций и международных организаций).
- Нормы международного права создаются самими государствами (индивидуально или коллективно) и адресованы они также самим государствам. Особое значение имеет добровольный характер их реализации[1].
- Международно-правовые нормы обычно не сочетают в себе классическую структуру из гипотезы, диспозиции и санкции[13].

### Юридическая сила
Всякой правовой норме присуще качество обязательности. Это означает, что правила поведения, составляющие её содержание, должны соблюдаться всеми субъектами, которым они адресованы. В противном случае данные установки могут быть исполнены принудительно вопреки воле указанных лиц. В пределах национальной юрисдикции функционирование системы правовых предписаний обеспечивается разветвлённым аппаратом государственного принуждения.
Однако одной из особенностей международного права является его горизонтальный, координационный, согласительный характер. Нормы международного права не устанавливаются единой властной инстанцией, отчуждённой от следующих нормам субъектов, а формируется ими самостоятельно на началах консенсуса. Международное правовое пространство также разительно отличается от любого национального правопорядка предельно скудным набором средств принудительного исполнения вытекающих из его норм обязанностей — в ней отсутствует единая универсальная судебная система, решения существующих судов носят в основном рекомендательный характер, институционализированный аппарат систематического властного принуждения на международном уровне не существует и т. д.
Подобная специфика международного права подтолкнула некоторых теоретиков к выводу о неправовой природе его норм. Например, известный представитель школы немецкого позитивизма А. Лассон заявлял в 1872 году, что проистекающие из международных договоров и обычаев установления являют собой «правила мудрости, но не нормы права». Тем не менее, большинство современных учёных не разделяют эту позицию и отстаивают юридическую сущность норм международного права. В подтверждение своих доводов они ссылаются  на:
- признание основополагающим принципом международного права обязательного выполнения добровольно принятых на себя международных обязательств (лат. pacta sunt servanda);
- закрепление в большинстве международных договоров механизма контроля за выполнением вытекающих из него обязательств государств-участников (самый яркий пример — европейская система защиты прав человека, имеющая в своём основании Конвенцию о защите прав человека и основных свобод 1950 года);
- существование межотраслевого института ответственности государств за международно-противоправные деяния — то есть по сути за нарушение норм международного права (попытку кодификации относящихся к этому институту норм в своё время предприняла Комиссия международного права ООН, что привело к появлению Проекта статей об ответственности государств за международно-противоправные деяния 2001 года[20]);
- в случае грубого нарушения государством императивных норм международного права (в частности, совершения акта агрессии или создания угрозы международному миру и безопасности) Совет Безопасности ООН в состоянии санкционировать применение принудительных мер в отношении такого нарушителя — вплоть до использования военной силы на основании и в порядке, установленном гл. VII Устава ООН;
- решение Международного суда ООН, вынесенное по конкретному делу, в случае злостного уклонения проигравшей стороны от выполнения его положений может быть обеспечено принудительными мерами, налагаемыми Советом Безопасности ООН в соответствии со ст. 94 Устава ООН и др.

Как видно, определённые гарантии соблюдения норм международного права и их реального действия в рамках международной системы всё же существуют, что позволяет говорить об этих нормах как о юридическом явлении. Тем не менее, отличия от внутригосударственного права здесь налицо — степень принудительной силы норм международного права уступает таковой у национально-правовых по причине отсутствия полноценной институциональной базы.
Иногда высказывается суждение, что обязательность международно-правовых норм резко отличается от обязательности норм национального права. Механизмом её обеспечения зачастую оказывается не принуждение в форме негативной юридической ответственности, а позитивная ответственность (долженствование) перед лицом мирового сообщества. Поэтому можно сказать, что превалирующим способом исполнения международно-правовых норм является добровольное следование им, а не силовое применение. 
Спорным является статус норм мягкого права (англ. soft law), которые, в отличие от стандартных «жёстких» международно-правовых норм, не являются в строгом смысле юридически обязательными, не обеспечены санкциями за их нарушение, но соблюдаются субъектами международного права добровольно под влиянием авторитета структур, ответственных за формулирование таких правил и (или) из опасений морально-политического осуждения со стороны мирового сообщества в случае уклонения от их соблюдения. В науке это явление оценивается неоднозначно:  в отечественной международно-правовой доктрине укоренилось представление о нём как о неправовом («нормы международной вежливости»), однако большинство специалистов в области международного права сходятся во мнении, что мягкое право находится на стыке собственно юридических и иных неправовых регуляторов поведения акторов международного поля.

### Иерархия
В отличие от внутригосударственных правовых норм, поддающихся систематизации в зависимости от их юридической силы, нормы международного права не формируют сложной многоступенчатой иерархической структуры, в которой одни веления подлежали бы приоритетному применению по отношению к другим. Причина этого всё так же кроется в происхождении рассматриваемых норм: они порождены не волей публично-властных учреждений государства, пребывающих в отношениях субординации, а соглашением самих субъектов права. Поскольку с точки зрения основополагающих принципов международного права эти субъекты равны в своих правах и возможностях, соглашение некоторых из них не может стоять выше консенсуса любых других. При этом неважно, в какой форме было выражена их совместная воля — будь то договор или обычай — сотворённые ею нормы будут равны.
Феномен когентных или императивных норм международного права (лат. ius cogens) сам по себе не опровергает приведённые суждения. Свойство императивности применительно к международно-правовой норме означает, что любая противоречащая ей диспозитивная норма автоматически объявляется ничтожной. Из этого не следует, что императивные нормы стоят выше всех остальных, поскольку ни механизмом, ни источником своего возникновения они от последних не отличаются. К тому же, среди императивных норм какая-либо предустановленная градация по юридической силе также отсутствует.
Всё это означает, что для преодоления коллизий в международном праве следует обращаться к общеправовым принципам, относящимся к нормам одного уровня: lex speсialis derogat legi generali (специальный закон вытесняет общий), lex posterior derogat legi priori (последующий закон вытесняет предыдущий) и др. Иные правила могут использоваться лишь постольку, поскольку об этом условились стороны договора, содержащего спорную норму. Например, в ст. 103 Устава ООН недвусмысленно сказано, что «в том случае, когда обязательства Членов Организации по настоящему Уставу окажутся в противоречии с их обязательствами по какому-либо другому международному соглашению, преимущественную силу имеют обязательства по настоящему Уставу». Ещё более яркий пример — ст. 24 Пекинской конвенции о борьбе с незаконными актами в отношении международной гражданской авиации 2010 года, согласно которой в отношениях между государствами-участниками этой конвенции её положения имеют преимущественную силу перед более ранними документами по тому же вопросу (Монреальской конвенцией 1971 года и Протоколом к ней 1988 года).

### Структура
Норма права в теории юриспруденции традиционно рассматривается как единство трёх элементов: гипотезы (перечня условий, при наличии которых норма применяется), диспозиции (непосредственно правила поведения) и санкции (меры государственного принуждения, которые придётся испытать на себе нарушителю соответствующей нормы). Международно-правовые нормы, однако, вступают в некоторое противоречие с этой стандартной схемой.
В большинстве случаев источники международного права приводят в текстуальной форме только гипотезы и диспозиции норм. Иногда гипотеза бывает неотделима от диспозиции, в других случаях она, наоборот, является общей для всего комплекса устанавливаемых договором норм и выносится в его начальные статьи. Порой элементы одной международно-правовой нормы и вовсе располагаются в нескольких обособленных юридических актах.
Что касается санкций, то они почти никогда не находят отражения в международных договорах и других нормоустановительных документах. Это не значит, что нормы международного права совершенно лишены санкций. Скорее такое положение вещей показывает, что последние носят абсолютно неопределённый характер и существуют на уровне обычаев. То есть заинтересованные субъекты международных отношений сами определяют условия ответственности друг перед другом для каждого конкретного правонарушения. Эти условия не являются для них заранее предустановленными, императивно заданными сверху, как это происходит в рамках любого внутригосударственного правопорядка, а становятся продуктом их согласованной воли.

## Формирование
В современной международно-правовой науке для описания генезиса норм международного права используется теория согласования воль государств, обязанная своим появлением таким крупным юристам-международникам XX века, как Г. Триппель, М. Виралли, Г. И. Тункин и др. Согласно данной теории, нормы международного права, вне зависимости от формы закрепления (международный договор или обычай), формируются самими субъектами международного права (и прежде всего государствами) посредством согласования интересов и позиций. Совокупность таких интересов и притязаний государств вместе со внутренним отношением к различным элементам межгосударственной системы составляет их международную позицию, являющуюся по сути концентрированной волей государства как субъекта международного права. Нужды и потребности участников международного общения почти всегда не совпадают, а нередко и взаимно исключают друг друга. Следовательно, каждый из них желает установления вполне конкретных выгодных для себя международно-правовых норм. Поэтому образованию последних предшествует достаточно длительный процесс переговоров, сопровождающихся торгом, уступками, компромиссами и т. п. (при подготовке международных договоров) или накопления взаимоприемлемой практики (при формировании обычаев). Его итогом становится достижение консенсуса, то есть такого соотношения воль двух юридически обособленных и независимых акторов международного поля, при котором такая воля:
- оказывается согласованной — то есть по результатам всем произведённых уступок претерпевает такие изменения, что начинает в целом устраивать все стороны нормотворческого процесса, выражающие согласие на её обязательность;
- становится взаимообусловленной — находит активную поддержку и принятие всех вовлечённых в процесс создания нормы субъектов, ни один из которых не отказывается или не уклоняется от её конституирования (иначе говоря, намерение ввести такую норму исходит сразу от двух или нескольких государств и является для них общим).

Только тогда все предпосылки для образования международно-правовой нормы оказываются соблюдёнными и она обретает своё юридическое бытие. Важно отметить, что в описанном процессе решающее значение придаётся не столько воле государств как их внутренней суверенной позиции, а их волеизъявлению — выражению этой воли вовне (в форме действий участников международной конференции или переговоров о заключении международного договора, издания трансформационных актов, объявления opinio juris и т. д.).
Сам процесс согласования воли проходит через два этапа:
1. Субъекты достигают согласия относительно содержания правила поведения — в случае с договорными нормами явным сигналом этого считается подписание международного договора;
2. Субъекты выражают свою волю на обязательность данного правила поведения для них путём проведения их национально-правовой трансформации, то есть включения утверждённых на международном  уровне правил в корпус национально-правовых норм (обычно это выражается в ратификации ранее подписанного международного договора).

Данные стадии иногда преодолеваются одномоментно (например, Соглашение между Правительством Российской Федерации и Правительством Федеративной Республики Германия о взаимном обеспечении сохранности секретных материалов от 2 декабря 1999 г. устанавливает, что «настоящее Соглашение вступает в силу с даты его подписания»), а иногда могут быть отделены друг от друга годами и десятилетиями (как в случае с Международным пактом о гражданских и политических правах, который был принят 16 декабря 1966 года, а вступил в силу только 23 марта 1976 года). Во всяком случае, только после их полного завершения норма международного права признаётся действующей и обязательной для всех субъектов, которым она адресована.

### Особенности образования обычных норм международного права
Если для описания акта возникновения договорной нормы международного права теория согласования воль государств подходит наилучшим образом, то применительно к международным обычаям она не лишена внутренних противоречий. На сегодняшний день сложилось два подхода к их преодолению. Сторонники первого полагают, что согласование воль предшествует появлению обычая в той же мере, что и договора, поскольку устоявшаяся практика приобретает значение нормы международного права только после её молчаливого принятия большинством субъектов международной системы. Российские юристы-международники в большинстве своём стоят на этой позиции. Их западные коллеги чаще настаивают на том, что обычная международно-правовая норма формируется спонтанно, сама собой, и не зависит от согласия на это отдельных государств. Практическое следствие обеих теорий заключаются в ответе на вопрос, может ли вновь образованное государство отказаться от следования ранее сложившемуся международному обычаю (первая версия) или он распространяет на неё своё действие автоматически (вторая версия).
Тем не менее, обе концепции разделяют формирование нормы обычного права на два этапа, что выводится из содержания п. 1 ст. 38 Статута Международного суда ООН, в котором международный обычай определяется как «доказательство всеобщей практики, признанной в качестве правовой нормы»:
1. Вначале происходит накопление устойчивой и регулярно воспроизводимой практики межгосударственного общения, приводящей к возникновению международного обыкновения — неформального правила, лишённого качества юридичечской обязательности. На данном этапе воля государств и других субъектов международного права на создание новой нормы значения не имеет: определённая модель интеракций может сложиться совершенно стихийно и бесконтрольно. Главное, чтобы практика действительно была всеобщей и достаточно постоянной, то есть чтобы она руководила поведением большого числа государств в течение длительного периода времени.
2. После этого за практикой должно быть признано наличие юридической силы. О том, что такле признание произошло, свидетельствует появление opinio juris.  Под ним понимаются различные фактические по своему характеру действия государств и его органов (должностных лиц), из которых явственно следует их намерение считать то или иное обычно применяющееся правило обязательным для себя. Здесь и проявляется волевой аспект международного правотворчества: по сути, в образе opinio juris выступает согласованное (обычай в признаваемом виде устраивает всех) и взаимообусловленное (как правило, государства готовы считать обычай обязательным только в ответ на подобные заявления других держав) волеизъявление множества государств, направленное на установление нормы международного права.

## Виды
По форме:
- Договорные (документально закреплённые).
- Обычные (документально не закреплённые).

По предмету регулирования:
- Нормы права международных договоров;
- Нормы космического права;
- Нормы международного воздушного права;
- Нормы международного уголовного права и др. в зависимости от конкретной подотрасли международного права.

По сфере действия:
- Универсальные — нормы, регулирующие отношения между подавляющим большинством субъектов международного права[34].
- Локальные — нормы, регулирующие отношения между субъектами международного права в рамках одного региона или, касающиеся ограниченного числа субъектов международного права[35].

По юридической силе:
- Императивные (jus cogens) — универсальные нормы, отклонение от которых признаётся недопустимым всем мировым сообществом.
- Диспозитивные